# Parevia schausi
Parevia schausi är en fjärilsart som beskrevs av Rothschild 1909. Parevia schausi ingår i släktet Parevia och familjen björnspinnare. Inga underarter finns listade i Catalogue of Life.